# آگانا هایتز

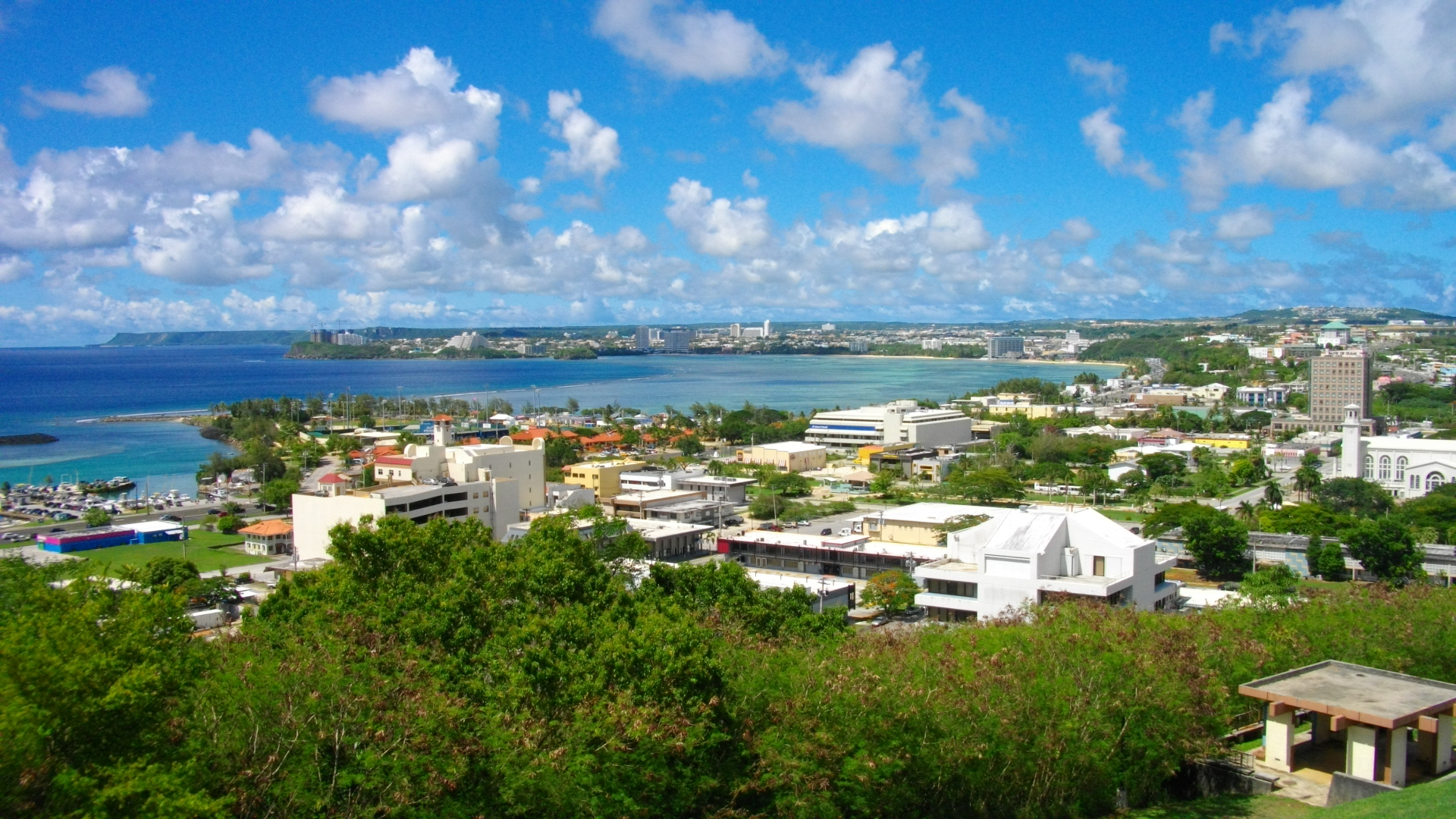
نمایی از آگانا هایتز

آگانا هایتز (به انگلیسی: Agana Heights, Guam) یک روستا در گوآم است.

## خصوصیات
آگانا هایتز ۳٬۸۰۸ نفر جمعیت دارد.